# Хантер, Джек (английский футболист)
Джон Ха́нтер (англ. John Hunter; 13 августа 1851 — 9 апреля 1903), также известный как Джек Ха́нтер (англ. Jack Hunter) — английский футболист, выступавший на позициях хавбека и защитника, а также футбольный тренер. Был игроком футбольных клубов «Хили», «Провиденс», «Шеффилд Альбион», «Уэнсдей», «Блэкберн Олимпик» и «Блэкберн Роверс», а также сборной Англии. Также был тренером клубов «Блэкберн Олимпик», «Блэкберн Роверс» и «Нью-Брайтон Тауэр».

## Клубная карьера
Уроженец Крукса (Шеффилд), Хантер работал мясником и ножовщиком в Шеффилде. С 1870 года играл футбольный клуб «Хили».
Также выступал за клубы «Провинденс», «Шеффилд Альбион» и «Зулус». После короткого периода, проведённого в составе шеффилдского клуба «Уэнсдей», Хантер стал управляющим пабом в Блэкберне, где вскоре присоединился к клубу «Блэкберн Олимпик» в качестве игрока и тренера. Клуб был основан в 1877 году и вскоре стал одним из сильнейших команд Ланкашира. Хантер обучал игроков «Олимпика» игре в пас. Уже в 1883 году «Блэкберн Олимпик» выиграл Кубок Англии, обыграв в финальном матче клуб «Олд Итонианс» (Хантер был в той игре центральным хавбеком). За несколько дней до финала Хантер решил увезти команду «Блэкберн Олимпик» в Блэкпул для отдыха и «расслабления», что ранее не практиковалось в Англии.
Хантер выступал за «Блэкберн Олимпик» до 1887 года, после чего перешёл в «Блэкберн Роверс». Он какое-то время провёл в клубе в качестве игрока, после чего работал помощником тренера и смотрителем футбольного поля на «Ивуд Парк».
C сентября 1897 года был тренером чеширского клуба «Нью-Брайтон Тауэр».

## Карьера в сборной
2 марта 1878 года Хантер дебютировал за сборную Англии в матче против сборной Шотландии; англичане проиграли в той игре со счётом 2:7.По итогам матча стало понятно, что англичанам нужно изменить тактику игры, чтобы противостоять «игре в пас» шотландской сборной, тогда как англичане на тот момент полагались на «игру в дриблинг» с акцентом на индивидуальные действия.
26 февраля 1881 года в матче против сборной Уэльса был капитаном англичан. Уэльс победил в той игре со счётом 1:0.
Всего провёл за сборную Англии 7 матчей.

#### Список матчей за сборную
| № | Дата            | Стадион                       | Соперник  | Результат | Турнир            |
| - | --------------- | ----------------------------- | --------- | --------- | ----------------- |
| 1 | 2 марта 1878    | «Хэмпден Парк», Глазго        | Шотландия | 2:7       | Товарищеский матч |
| 2 | 13 марта 1880   | «Хэмпден Парк», Глазго        | Шотландия | 4:5       | Товарищеский матч |
| 3 | 15 марта 1880   | «Рейскорс Граунд», Рексем     | Уэльс     | 3:2       | Товарищеский матч |
| 4 | 26 февраля 1881 | «Александра Медоуз», Блэкберн | Уэльс     | 0:1       | Товарищеский матч |
| 5 | 12 марта 1881   | «Кеннингтон Оувал», Лондон    | Шотландия | 1:6       | Товарищеский матч |
| 6 | 11 марта 1882   | «Хэмпден Парк», Глазго        | Шотландия | 1:5       | Товарищеский матч |
| 7 | 13 марта 1882   | «Рейскорс Граунд», Рексем     | Уэльс     | 3:5       | Товарищеский матч |

Итого: 7 матчей / 0 голов; 1 победа, 0 ничьих, 6 поражений.

## Достижения
«Блэкберн Олимпик»
- Обладатель Кубка Англии: 1883

## Личная жизнь
В июле 1872 года женился на Мэри Джейн Тайас в приходской церкви Шеффилда. У пары было четверо детей.
В апреле 1903 года умер от туберкулёза.